# Franz-Joseph-Orden
Der Kaiserlich-Österreichische Franz-Joseph-Orden wurde am 2. Dezember 1849 durch österreichischen Kaiser Franz Joseph I. als Auszeichnung für Verdienste in militärischen und zivilen Belangen gestiftet. Die Stiftung erfolgte am ersten Jahrestag der Thronbesteigung Franz Josephs I. 

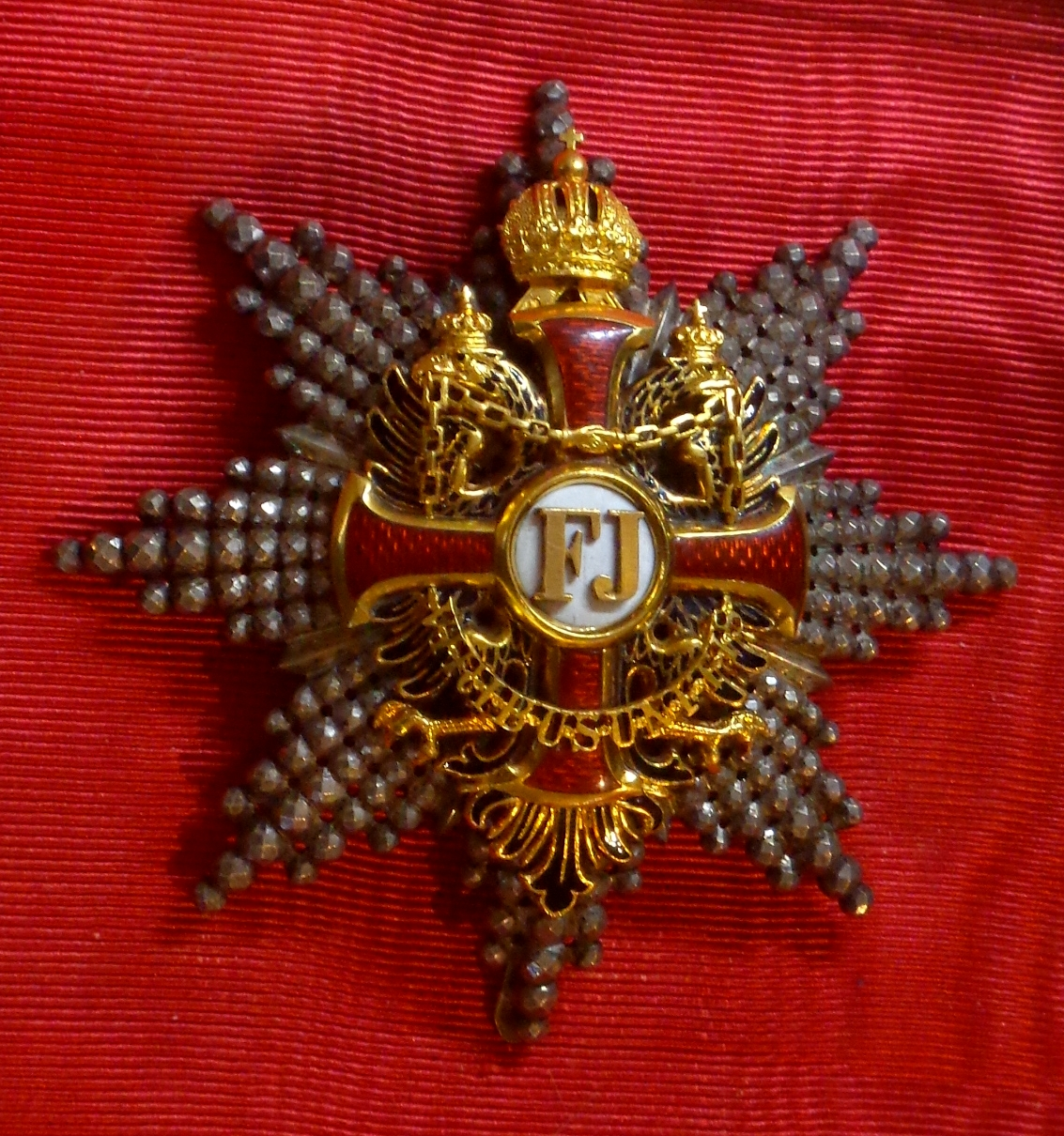
Stern zum Großkreuz

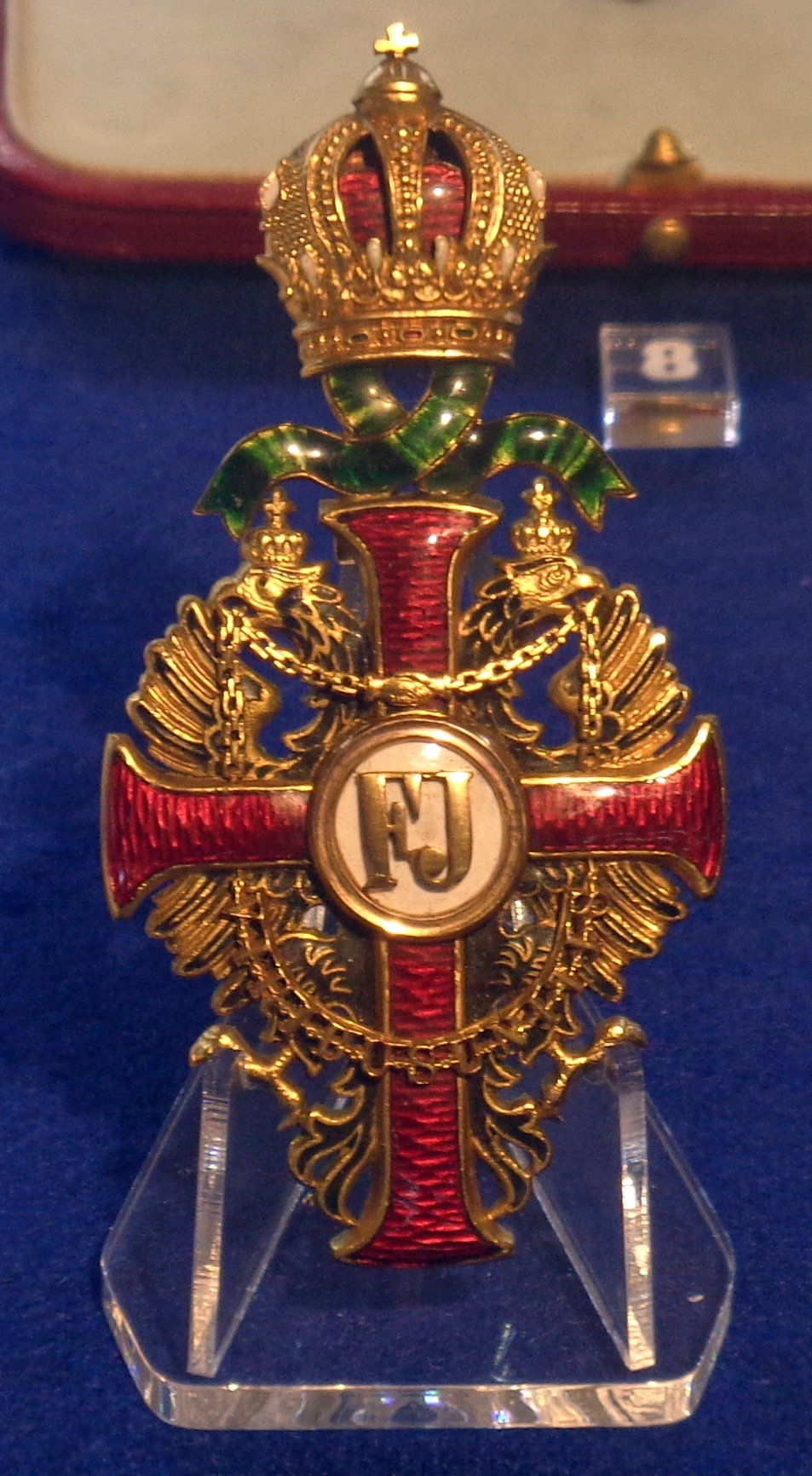
Offizierskreuz

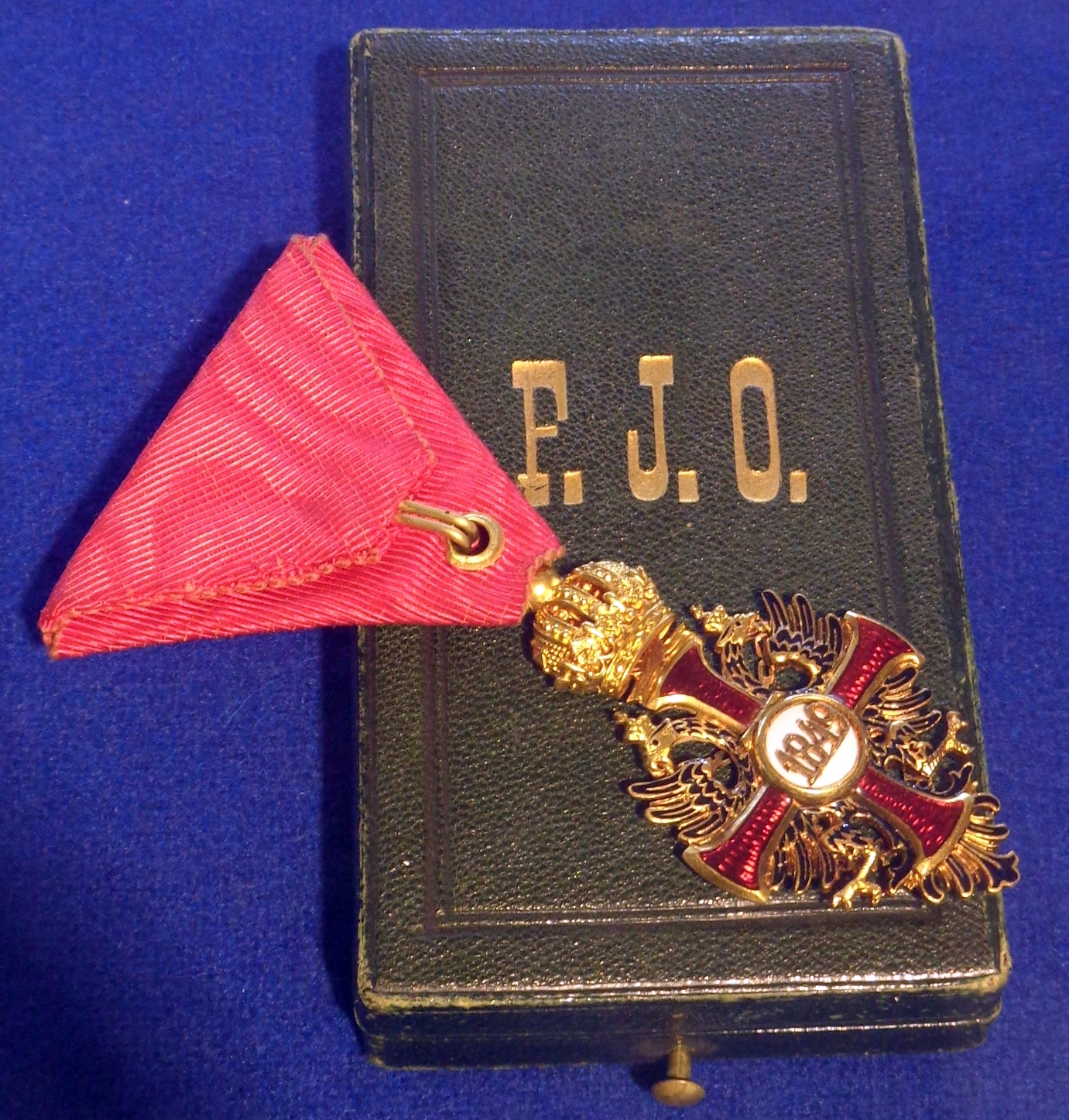
Ritterkreuz (Revers)

Der Orden ist nicht zu verwechseln mit dem Franz-Joseph-Kreuz, das 1916 nach dem Tod Kaiser Franz Josephs I. von dessen Nachfolger Karl I. gestiftet wurde, oder dem Zivil-Verdienstkreuz, welches optisch der Insigne des Franz-Joseph-Ordens ähnelte.

## Ordensklassen
Die als Ritterorden ausgelegte Auszeichnung umfasste ursprünglich die drei Klassen Großkreuz, Komturkreuz („Comthure“) und Ritterkreuz, die später auf fünf Klassen erweitert wurden:
- Großkreuz
- Komturkreuz mit Stern
- Komturkreuz
- Offizierskreuz
- Ritterkreuz

Der Franz-Josephs-Orden war damit der einzige unter den Verdienstorden der Monarchie, der in fünf Stufen verliehen wurde.

## Ordenszeichen
Die Insigne des Franz-Joseph-Ordens besteht aus einem achteckigen, karminrot emaillierten Goldkreuz, dessen Arme an den Enden breiter werden. In der Mitte liegt ein weißer Schild mit F J (Franz Joseph). Zwischen den Armen des Kreuzes befindet sich der schwarz emaillierte österreichischer Doppeladler, der in den Schnäbeln eine goldene Kette mit der Ordensdevise Viribus unitis (Mit vereinten Kräften)
trägt. Über dem Kreuz ist eine nicht näher bestimmte Krone in Gold angebracht, die nicht die tatsächliche österreichische Kaiserkrone darstellt, sondern abstrakte Majestät. Die Insignien der fünf Ordensklassen unterscheiden sich nur in der Größe. 

## Ordensband

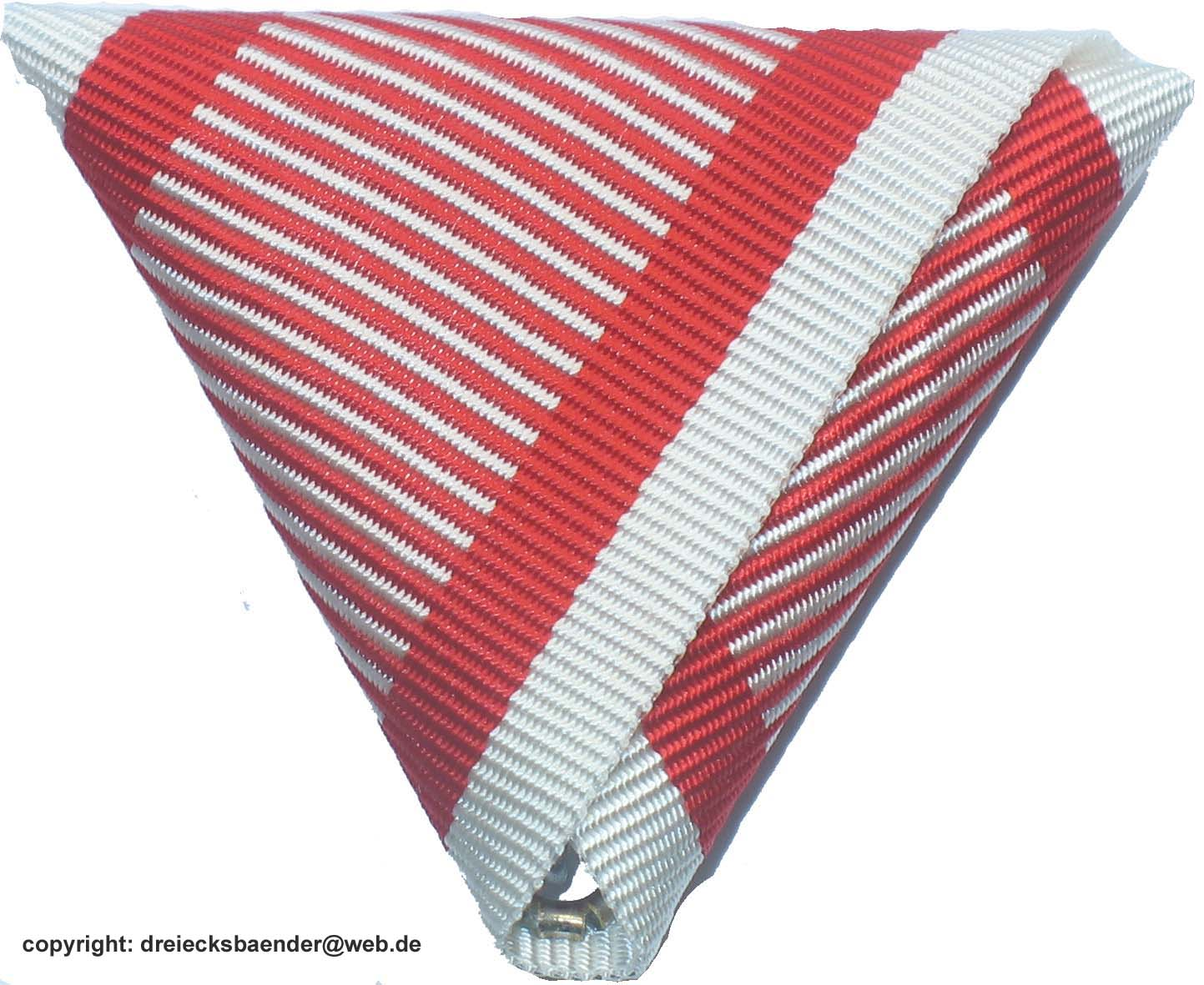
Dreiecksband der Tapferkeitsmedaille

Das Ordensband ist einfarbig hochrot. Für Verdienste im Ersten Weltkrieg wurde das rote Ordensband durch das ponceaurot-weiß gestreifte Band der Tapferkeitsmedaille ersetzt. Das Band der Tapferkeitsmedaille wurde daneben auch für die Militär-Verdienstmedaille („Signum Laudis“), das Militär-Verdienstkreuz und das Zivil-Verdienstkreuz verwendet, sofern es für Leistungen im Krieg verliehen wurde.

## Trageweise
Ritter des Franz-Joseph-Ordens trugen das Insigne am Band im Knopfloch, Offiziere als Steckdekoration an der linken Brustseite. Kommandeure beider Stufen trugen das Insigne um den Hals, Großkreuzträger mit der Schärpe über die rechte Schulter. Komture mit Stern und Inhaber des Großkreuzes trugen zusätzlich einen Ordensstern, der an der linken Brustseite angesteckt wurde. 
Die Insignien sämtlicher Ordensstufen des Franz-Joseph-Ordens können im Heeresgeschichtlichen Museum in Wien besichtigt werden.

## Statuten
Die Verleihung erfolgte ohne Rücksicht auf Geburt, Religion oder Stand und Staatsangehörigkeit. Alle Mitglieder des Ordens hatten Zutritt zu den Hoffestlichkeiten. Jedoch war mit dem Franz-Joseph-Orden kein Anrecht auf eine Erhebung in den Adelsstand verbunden, was eine Neuerung gegenüber den bis dahin geschaffenen Verdienstorden der Monarchie (Militär-Maria-Theresien-Orden, Sankt-Stephans-Orden, Leopoldorden, Orden der Eisernen Krone) darstellte. 
Angeschlossen an den Franz-Joseph-Orden war das (k.k.) Zivil-Verdienstkreuz, das in verschiedenen Stufen vergeben wurde (z. B. als Eisernes Verdienstkreuz mit der Krone oder als Goldenes Verdienstkreuz am Band der Tapferkeitsmedaille). Das Insigne des Verdienstkreuzes entsprach dem Ritterkreuz des Franz-Joseph-Ordens, zeigte jedoch nicht den schwarz emaillierten Doppeladler.

## Sozialhistorische Bedeutung
Noch mehr als andere Verdienstorden wurde dieser Orden mit unbeschränkter Mitgliederzahl zum „Massenorden“ schlechthin. Bedacht wurden vor allem Angehörige mittlerer sozialer Schichten, die ausgezeichnet werden sollten, ohne einen Anspruch auf die Erhebung in den Adelsstand zu erhalten. In Wirtschaftskreisen wurde manchmal die Bonitätseinstufung von Firmeninhabern auch davon abgeleitet, ob sie „zumindest“ Inhaber des Ordens der Eisernen Krone (meist III. Klasse) oder „nur“ solche des Franz-Josephs-Ordens waren.